# Ibala
Genre
Ibala est un genre d'araignées aranéomorphes de la famille des Gnaphosidae.

## Distribution
Les espèces de ce genre se rencontrent en Afrique australe.

## Liste des espèces
Selon World Spider Catalog (version 17.5, 06/11/2016) :
- Ibala arcus (Tucker, 1923)
- Ibala bilinearis (Tucker, 1923)
- Ibala bulawayensis (Tucker, 1923)
- Ibala declani Fitzpatrick, 2009
- Ibala gonono Fitzpatrick, 2009
- Ibala hessei (Lawrence, 1928)
- Ibala isikela Fitzpatrick, 2009
- Ibala kaokoensis (Lawrence, 1928)
- Ibala kevini Fitzpatrick, 2009
- Ibala kylae Fitzpatrick, 2009
- Ibala lapidaria (Lawrence, 1928)
- Ibala mabalauta Fitzpatrick, 2009
- Ibala minshullae Fitzpatrick, 2009
- Ibala okorosave Fitzpatrick, 2009
- Ibala omuramba (Lawrence, 1927)
- Ibala quadrativulva (Lawrence, 1927)
- Ibala robinsoni Fitzpatrick, 2009

## Publication originale
- Fitzpatrick, 2009 : A revision of the Afrotropical species of Setaphis and the description of a new genus (Arachnida: Araneae: Gnaphosidae). Navorsinge van die Nasionale Museum, Bloemfontein, vol. 25, no 3, p. 73-106.